# Championnats de Belgique d'athlétisme
Pour les articles homonymes, voir Championnat de Belgique.
Les Championnats de Belgique d'athlétisme sont des championnats nationaux outdoor en toutes catégories pour seniors. Ils sont organisés sous les auspices de la Ligue royale belge d'athlétisme. 
Les athlètes élites concourent chaque année aux championnats de Belgique pour obtenir un titre national dans différentes catégories. Toutes les démonstrations de course ou de technique s'effectuant sur une piste d'athlétisme pour lesquelles un titre national est en jeu sont produites à l'occasion de ces championnats.  Seuls les 10 000 m, les relais et les épreuves d'athlétisme combinées se déroulent séparément.
Outre ces championnats se déroulent également chaque année les championnats de Belgique sur route (10 km, le semi-marathon, le marathon, 100 km, 24 h et la marche athlétique), le trail et le cross-country.
Il y a également des championnats de Belgique interclubs et des championnats de Belgique en master, en espoir (U23), en junior, scolaire et cadets.

## Liste
| Année     | Date                   | Lieu                                          | Résultats      |
| --------- | ---------------------- | --------------------------------------------- | -------------- |
| Antérieur | ...                    | ...                                           | ...            |
| 1956      | 4, 5 août              | Bruxelles                                     | Résultats      |
| 1957      | 3, 4 août              | Bruxelles                                     | Résultats      |
| 1958      | 2, 3 août              | Bruxelles                                     | Résultats      |
| 1959      | 1, 2 août              | Bruxelles                                     | Résultats      |
| 1960      | 30, 31 juillet         | Bruxelles                                     | Résultats      |
| 1961      | 29, 30 juillet         | Bruxelles                                     | Résultats      |
| 1962      | 14, 15 juillet         | Bruxelles                                     | Résultats      |
| 1963      | 28 juillet             | Louvain                                       | Résultats      |
| 1964      | 1, 2 août              | Bruxelles                                     | Résultats      |
| 1965      | 7, 8 août              | Bruxelles                                     | Résultats      |
| 1966      | 6, 7 août              | Bruxelles                                     | Résultats      |
| 1967      | 5, 6 août              | Bruxelles                                     | Résultats      |
| 1968      | 3, 4 août              | Bruxelles                                     | Résultats      |
| 1969      | 2, 3 août              | Bruxelles                                     | Résultats      |
| 1970      | 8, 9 août              | Bruxelles                                     | Résultats      |
| 1971      | 31 juillet, 1er août   | Bruxelles                                     | Résultats      |
| 1972      | 5, 6 août              | Bruxelles                                     | Résultats (nl) |
| 1973      | 18; 19 août            | Bruxelles                                     | Résultats (nl) |
| 1974      | 2, 3, 4 août           | Bruxelles                                     | Résultats (nl) |
| 1975      | 8, 9, 10 août          | Bruxelles                                     | Résultats (nl) |
| 1976      | 20, 21, 22 août        | Bruxelles                                     | Résultats (nl) |
| 1977      | 8, 9, 10 août          | Bruxelles                                     | Résultats (nl) |
| 1978      | 4, 5, 6 août           | Bruxelles                                     | Résultats (nl) |
| 1979      | 10, 11, 12 août        | Bruxelles                                     | Résultats (nl) |
| 1980      | 9, 10 août             | Bruxelles                                     | Résultats (nl) |
| 1981      | 8, 9 août              | Bruxelles                                     | Résultats (nl) |
| 1982      | 7, 8 août              | Bruxelles                                     | Résultats (nl) |
| 1983      | 23, 24 juillet         | Bruxelles                                     | Résultats (nl) |
| 1984      | 7, 8 juillet           | Bruxelles                                     | Résultats (nl) |
| 1985      | 3, 4 août              | Bruxelles                                     | Résultats (nl) |
| 1986      | 9, 10 août             | Bruxelles                                     | Résultats (nl) |
| 1987      | 31 juillet, 1 & 2 août | Bruxelles                                     | Résultats (nl) |
| 1988      | 2, 3, 4 septembre      | Bruxelles                                     | Résultats      |
| 1989      | 28, 29, 30 juillet     | Louvain, Heverlee                             | Résultats      |
| 1990      | 8, 9 septembre         | Liège (Complexe de Naimette-Xhovémont)        | Résultats      |
| 1991      | 3, 4 août              | Bruxelles                                     | Résultats      |
| 1992      | 15, 16 août            | Bruxelles                                     | Résultats      |
| 1993      | 24, 25 juillet         | Bruxelles                                     | Résultats      |
| 1994      | 15, 16, 17 juillet     | Bruxelles                                     | Résultats      |
| 1995      | 15, 16 juillet         | Lede, Oordegem                                | Résultats      |
| 1996      | 10, 11 août            | Lede, Oordegem                                | Résultats      |
| 1997      | 5, 6 juillet           | Bruxelles                                     | Résultats      |
| 1998      | 18, 19 juillet         | Bruxelles                                     | Résultats      |
| 1999      | 17, 18 juillet         | Bruxelles                                     | Résultats      |
| 2000      | 29, 30 juillet         | Bruxelles                                     | Résultats      |
| 2001      | 30 juin, 1er juillet   | Bruxelles                                     | Résultats      |
| 2002      | 6, 7 juillet           | Bruxelles                                     | Résultats      |
| 2003      | 9, 10 août             | Namur, Jambes                                 | Résultats      |
| 2004      | 10, 11 juillet         | Bruxelles                                     | Résultats      |
| 2005      | 9, 10 juillet          | Bruxelles                                     | Résultats      |
| 2006      | 8, 9 juillet           | Bruxelles                                     | Résultats      |
| 2007      | 4, 5 août              | Bruxelles                                     | Résultats      |
| 2008      | 5, 6 juillet           | Liège (Complexe de Naimette-Xhovémont)        | Résultats      |
| 2009      | 1, 2 août              | Lede, Oordegem                                | Résultats      |
| 2010      | 17, 18 juillet         | Bruxelles                                     | Résultats      |
| 2011      | 23, 24 juillet         | Bruxelles                                     | Résultats      |
| 2012      | 16, 17 juin            | Bruxelles                                     | Résultats      |
| 2013      | 20, 21 juillet         | Bruxelles                                     | Résultats      |
| 2014      | 26, 27 juillet         | Bruxelles                                     | Résultats      |
| 2015      | 25, 26 juillet         | Bruxelles                                     | Résultats      |
| 2016      | 25, 26 juin            | Bruxelles                                     | Résultats      |
| 2017      | 1, 2 juillet           | Bruxelles (stade Roi Baudouin)                | Résultats      |
| 2018      | 7, 8 juillet           | Bruxelles (stade Roi Baudouin)                | Résultats      |
| 2019      | 31 juillet, 1er août   | stade Roi Baudouin                            | Résultats      |
| 2020      | 15, 16 août            | Bruxelles (stade Roi Baudouin)                | Résultats      |
| 2021      | 26, 27 juin            | Bruxelles (stade Roi Baudouin)                | Résultats      |
| 2022      | 24, 26 juin            | Gentbrugge (stade Wouter Weylandt)            | Résultats      |
| 2023      | 29, 30 juillet         | Assebroek (Centre sportif « Julien Saelens ») | Résultats      |
| 2024      | 29, 30 juin            | Bruxelles stade Roi Baudouin                  | Résultats      |
| 2025      | 2, 3 août              | Bruxelles stade Roi Baudouin                  | Résultats      |

## Sources
- Ligue Belge Francophone d'Athlétisme